# Люсия и секс
«Люсия и секс» (исп. Lucía y el sexo) — фильм испанского режиссёра Хулио Медема. Премьера состоялась 24 августа 2001 года.

## Сюжет
Люсия, молодая официантка из ресторана в центре Мадрида, получает странный звонок и понимает, что возлюбленный, с которым она прожила почти шесть лет, погиб. В поисках покоя и одиночества она уезжает на тихий и спокойный остров в Средиземном море и снимает квартиру у такой же молодой и одинокой хозяйки, как и она сама. Там среди восхитительной природы, свежего воздуха и под ярким солнцем, Люсия начинает узнавать неприятные и странные подробности о времени, проведённом с любимым, и узнавать таинственную историю жизни хозяйки дома, столь тесно переплетённую с её собственной.

## В ролях
- Пас Вега — Люсия
- Тристан Ульоа — Лоренсо
- Найва Нимри — Элена
- Даниэль Фрейре — Карлос / Антонио
- Елена Анайя — Белен
- Сильвия Льянос — Луна
- Хавьер Камара — Пепе

## Премии и награды
- Пас Вега — премия «Гойя» за лучшую женскую роль
- Альберто Иглесиас — премия «Гойя» за лучшую музыку

## Факты о фильме
- Фильм был снят на острове Форментера.
- В откровенных сексуальных сценах снимались дублёры.

## Рецензии
- Elvis Mitchell. Love and Death on a Spanish Island (англ.) // The New York Times. — 12 июля 2002.
- Roger Ebert. Review (англ.) // Chicago Sun-Times. — 26 июля 2002.
- Jonathan Holland. Review (недоступная ссылка — история) (англ.) // Variety. — 7 сентября 2001.
- Jonathan Romney. The plot? How long have you got? (англ.) // The Independent. — 12 мая 2002. Архивировано из оригинала 1 марта 2009 года.